# Monchenkocyclops mirabdullayevi
Monchenkocyclops mirabdullayevi – gatunek widłonoga z rodziny Cyclopidae. Nazwa naukowa tego gatunku skorupiaków została opublikowana w 2012 roku przez zespół zoologów w składzie: Tomislav Karanovic, Hyunsu Yoo i Wonchoel Lee.